# Streethockey-Weltmeisterschaft U20-Junioren 2016
Die Streethockey-Weltmeisterschaft U20-Junioren 2016 war die 9. Weltmeisterschaft und wird vom 6. bis 12. Juli 2016 im Vereinigten Königreich stattfinden.

## Vorrunde
| 6. Juli 2016 13:30 | Kanada 3. Steven Alvo 1:0 6. Connor Navrot 2:0 13. Logan Schatz 3:0 26. Nathan Yetman 4:0 27. Brad Power 5:0 | 5:0 (3:0, 2:0, 0:0) Spielbericht | USA |  |

| 6. Juli 2016 22:00 | Tschechien 1. Jakub Peschout 1:0 4. David Hejtmánek 2:0 13. Martin Pala 3:0 13. Martin Pala 4:0 21. Václav Šlehofer 5:0 33. Jan Kovařík 6:0 34. Filip Emmer 7:0 36. David Hejtmánek 8:0 37. Jakub Peschout 9:0 | 9:1 (4:0, 1:0, 4:1) Spielbericht | Großbritannien 44. Peter Mallon 9:1 |  |

| 7. Juli 2016 07:30 | USA 9. Patrick Hickey 1:0 15. Luke Villano 2:0 17. Cam Cordio 3:0 20. Austin Mauger 4:0 22. Timmy Ryan 5:0 32. Tommy Palumbo 6:1 35. Brandon Harley 7:1 42. Steve Ersing 8:1 | 8:1 (1:0, 4:1, 3:0) Spielbericht | Schweiz 26. Fabian Bohnenblust 5:1 |  |

| 7. Juli 2016 15:30 | Kanada 1. Brad Power 1:0 4. Brad Power 2:0 6. Nathan Yetman 3:0 7. Kallan Kastes 4:0 8. Christian Petrozza 5:0 11. Tyler Anderson 6:0 12. Steven Alvo 7:0 19. Josh Laframboise 8:0 26. Steven Alvo 9:0 27. Brad Power 10:0 28. Nathan Yetman 11:0 32. Jordan Bochinski 12:0 42. Jordan Bochinski 13:0 43. Kallan Kastes 14:0 44. Connor Navrot 15:1 | 15:1 (7:0, 4:0, 4:1) Spielbericht | Großbritannien 44. Jack Dransfield 14:1 |  |

| 7. Juli 2016 19:30 | Slowakei 14. Patrik Kratochvíla 1:0 18. Christian Bednarčík 2:0 19. Michal Bušovský 3:0 20. Lukáš Horváth 4:0 25. Dominik Novák 5:0 43. Lukáš Ďurkech 6:0 45. Filip Krčmárik 7:0 | 7:0 (1:0, 4:0, 2:0) Spielbericht | Schweiz |  |

| 8. Juli 2016 09:30 | Kanada 5. Connor Navrot 1:0 13. Steven Alvo 2:0 14. Kallan Kastes 3:0 20. Josh Laframboise 4:0 22. Keagan Fedorko 5:0 23. Jordan Bochinski 6:0 25. Christian Petrozza 7:0 26. Ryley Lindgren 8:0 39. Josh Laframboise 9:0 41. Nathan Yetman 10:0 | 10:0 (3:0, 5:0, 2:0) Spielbericht | Schweiz |  |

| 8. Juli 2016 13:30 | Tschechien 2. Jakub Bureš 1:0 5. Josef Česak 2:0 5. David Hejtmánek 3:0 6. Václav Šlehofer 4:0 16. Jan Kovařík 5:0 21. Martin Pala 6:0 | 6:2 (4:0, 2:0, 0:2) Spielbericht | USA 36. Luke Villano 6:1 42. Denis Hickey 6:2 |  |

| 8. Juli 2016 21:30 | Slowakei 5. Christián Bednárčík 1:0 12. Lukáš Bednár 2:0 17. Lukáš Ďurkech 3:0 22. Patrik Kratochvíla 4:0 23. Samuel Šimko 5:0 24. Patrick Kratochvíla 6:0 25. Dominik Novák 7:0 33. Lukáš Ďurkech 8:0 39. Michal Tomečko 9:0 39. Lukáš Ďurkech 10:0 41. Miroslav Gajdoš 11:0 41. Samuel Šimko 12:0 44. Dominik Novák 13:0 | 13:0 (2:0, 5:0, 6:0) Spielbericht | Großbritannien |  |

| 9. Juli 2016 15:30 | Großbritannien 9. Jake Archambault 1:0 | 1:3 (1:0, 0:1, 0:2) Spielbericht | Schweiz 17. Ronan Lagger 1:1 33. Thomas Huber 1:2 43. Alain Zwyssig 1:3 |  |

| 9. Juli 2016 17:30 | Tschechien 22. Jakub Peschout 1:2 27. Jakub Peschout 2:3 43. Tomáš Fejfar 3:5 | 3:5 (0:2, 2:1, 1:2) Spielbericht | Slowakei 9. Branislav Zwick 0:1 14. Miroslav Olejník 0:2 22. Lukáš Ďurkech 1:3 30. Lukáš Ďurkech 2:4 41. Patrik Kratochvíla 2:5 |  |

| 10. Juli 2016 07:30 | Slowakei | 1:3 (0:2, 0:1, 1:0) Spielbericht | Kanada |  |

| 10. Juli 2016 15:30 | Tschechien | 9:2 (4:0, 2:0, 3:2) Spielbericht | Schweiz |  |

| 10. Juli 2016 21:30 | USA | 8:2 (3:0, 3:0, 2:2) Spielbericht | Großbritannien |  |

| 11. Juli 2016 11:30 | USA | 1:4 (1:0, 0:2, 0:2) Spielbericht | Slowakei |  |

| 11. Juli 2016 15:30 | Tschechien | 1:4 (0:3, 0:0, 1:1) Spielbericht | Kanada |  |

| Pl. |                    | Sp | S | Z | N | Tore  | Punkte |
| --- | ------------------ | -- | - | - | - | ----- | ------ |
| 1.  | Kanada             | 5  | 5 | 0 | 0 | 37:3  | 15     |
| 2.  | Slowakei           | 5  | 4 | 0 | 1 | 30:7  | 12     |
| 3.  | Tschechien         | 5  | 3 | 0 | 2 | 28:14 | 9      |
| 4.  | Vereinigte Staaten | 5  | 2 | 0 | 3 | 19:18 | 6      |
| 5.  | Schweiz            | 5  | 1 | 0 | 4 | 6:35  | 3      |
| 6.  | Großbritannien     | 5  | 0 | 0 | 5 | 5:48  | 0      |

## Play-off

### Spiel um Platz 5
|  | Schweiz | 3:1 (0:1, 1:0, 2:0) Spielbericht | Großbritannien |  |

### Spiel um Platz 3
|  | Tschechien | 5:4 (1:1, 3:0, 1:3) Spielbericht | Vereinigte Staaten |  |

### Finale
|  | Slowakei | 3:2 (1:0, 0:0, 1:2, 0:0, 1:0) Spielbericht | Kanada |  |

## Abschlussplatzierungen
| Pl. | Team               |
| --- | ------------------ |
| 1   | Slowakei           |
| 2   | Kanada             |
| 3   | Tschechien         |
| 4   | Vereinigte Staaten |
| 5   | Schweiz            |
| 6   | Großbritannien     |